# Scarborough
Scarborough es una localidad situada en la costa del mar del Norte en Yorkshire, Inglaterra. La parte moderna del pueblo se sitúa a una altura entre 30 a 70 metros, mientras que la parte antigua del pueblo, junto al puerto y protegida por un rocoso cabo, se encuentra al nivel del mar.
- Población: 50.135 habitantes
- Condado: Yorkshire del Norte

La ciudad es el mayor destino turístico de la zona de Yorkshire. Uno de sus mayores atractivos turísticos es el castillo de Scarborough.
Las noticias locales son proporcionadas por Yorkshire Coast Radio.

## Nacidos en Scarborough
- Charles Laughton, actor y director de cine.
- Edith Sitwell, escritora.
- Zoe Aldcroft, jugadora de rugby.
- Sacheverell Sitwell, escritor y hermano de Edith Sitwell.
- Ben Kingsley, actor.
- James Paul Moody, sexto oficial del RMS Titanic.
- Penelope Wilton, actriz de teatro, Premio Laurence Olivier a la mejor actriz.
- Tom Ainsley, actor de televisión.